# Seze jezik
Seze jezik (sezo; ISO 639-3: sze) afrazijski jezik omotske skupine, kojim govori 3 000 ljudi (1995 SIL) u regiji Oromo u Etiopiji. Jedan je od 4 mao jezika, zapadne podskupine kojoj pripada s jezicima ganza [gza] i hozo [hoz]
Neki među njima govore i amharski [amh] ili sudanski arapski [apd]

## Vanjske poveznice
- Ethnologue (14th)
- Ethnologue (15th)